# 三更 (電影)
《三更》（韓語：쓰리），是一部由韓國、泰國及香港的導演聯合製作的多段式驚慄電影，於2002年上映，電影由三個獨立的故事組成，每個故事片長約三十分鐘，依次為〈回憶〉（韓語：메모리즈）、〈輪迴〉及〈回家〉（英語：Going Home），在香港電影分級制度中列為第IIB級。此電影在泰國上映三天已經獲得了三千二百萬泰幣的票房，是泰國當地最賣座的電影之一，其後徇眾要求將〈回家〉抽出，剪輯成五十分鐘版本，以《三更之回家》為片名獨立放映。《三更之回家》於2002至2003年間獲得多個電影獎項，包括金馬獎最佳男主角及最佳攝影獎、香港電影評論學會大獎的推薦電影及最佳導演獎、華語電影傳媒大獎港台最受歡迎男演員獎、香港電影金像獎最佳新演員獎。

## 簡介
電影《三更》由製片商Applause Pictures出資港幣二千萬元製作，三段故事分別依次為：〈回憶〉，由韓國導演金知雲執導，以韓語對白演出；〈輪迴〉，由泰國導演朗斯．尼美畢達執導，以泰語對白演出；〈回家〉由香港導演陳可辛執導，以粵語對白演出。

### 〈回憶〉

#### 劇情簡介
宋民為了妻子失蹤當日的記憶而向精神科醫生求助。同一時間，妻子醒來並發現身處於無人的街道上，對於自己為何會出現在這裡完全沒有記憶。她嘗試尋找回家的路。宋民亦在此時駕車返回他們的住所。他們漸漸記起發生過的事情。

#### 演員及角色
- 鄭普碩－宋民
- 金憓秀－妻子
- 文晶熙－賢珠，妻子的姐姐
- 朴喜洵－賢珠丈夫
- 崔政宇－精神科醫生

### 〈輪迴〉

#### 劇情簡介
一個木偶大師是在他的床上奄奄一息。這並非普通臨終的床，恐怖的尖叫聲從他身上發生，鬼魂在他身旁俳徊，正等待他的死亡。後來發現他的死是源於一個詛咒——一個不當擁有古代泰國木偶的詛咒。這些木偶屬於它們應有的主人，而凡聲稱擁有這些木偶的人都會死得恐怖。
木偶被盜，而詛咒降臨在健忘的泰國木偶團團長哥東身上。哥東在利用木偶表演置富的同時，身體日漸虛弱，而周遭的人也紛紛染上怪病。儘管如此，哥東並沒有理會詛咒而繼續表演，只是也沒想到更恐怖的怪事會接腫而來。

#### 演員及角色
- 舒偉烈（Suwinit Panjamawat）－Gaan
- Kanyavae Chatiawaipreacha－Nuan
- Pornchai Chuvanon－Plew
- Anusak Intasorn－Im
- Pattama Jangjarut－Nan
- Savika Kanchanamas－Sa-Ing
- Manop Meejamarat－Cht
- Tinnapob Seeweesriruth－Dang
- Vinn Vasinanon－Bua
- Pongsanart Vinsiri－Tong師傅
- Komgrich Yuttiyong－Tao師傅

### 〈回家〉

#### 劇情簡介

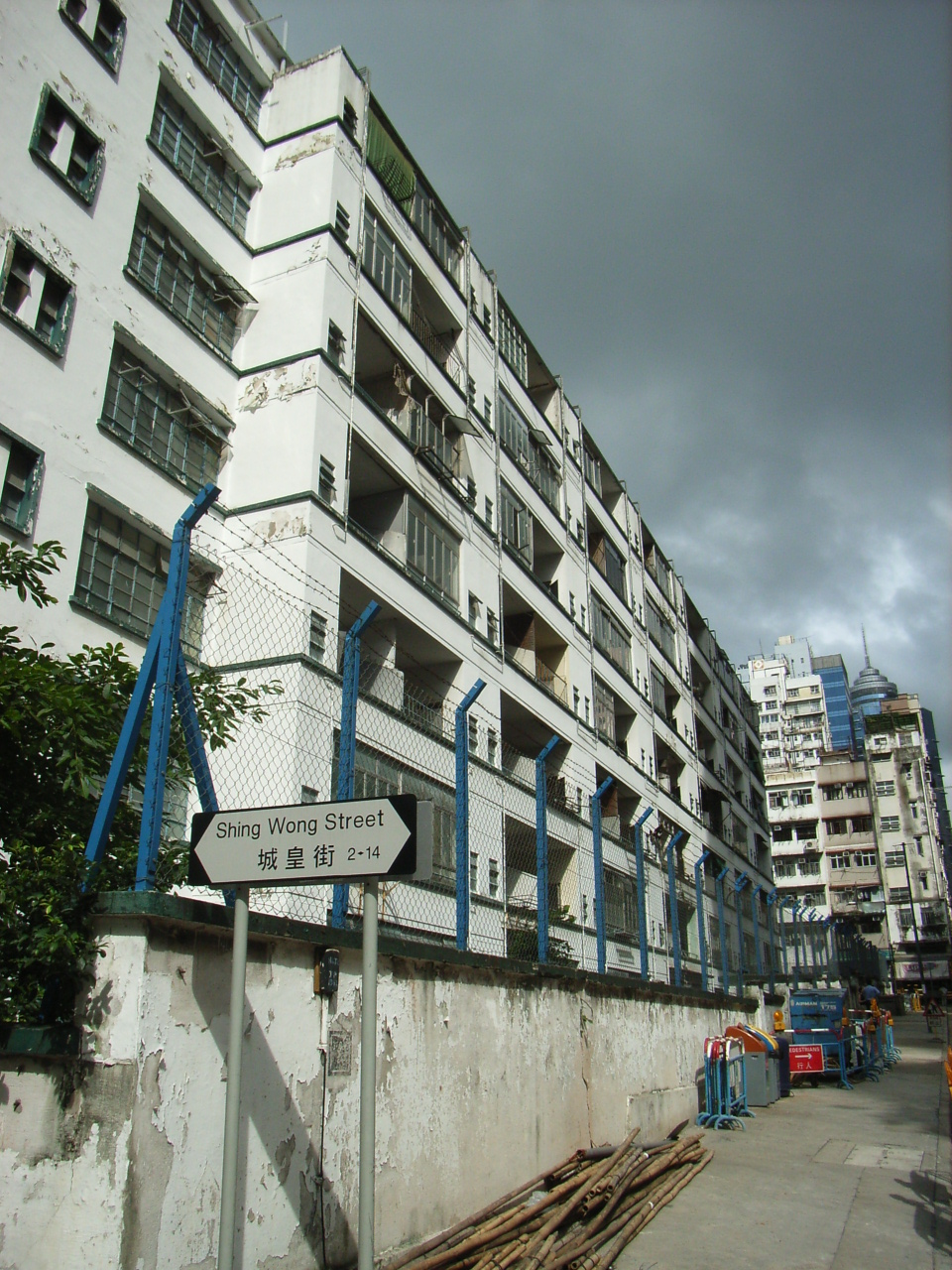
前荷李活道警察宿舍

《回家》由陳可辛執導，主要演員包括黎明、原麗淇、曾志偉等，在前荷李活道警察宿舍取景拍攝，劇情講述正當警員阿偉搜索他失蹤的八歲的兒子祥仔的時候，他發現自己被他的鄰居——一個中醫師——于輝禁錮在他的單位內。于輝陪伴著死去的妻子3年，他認為以不死藥浸着妻子，會令她復活，他們就可以回家，故每天替妻子洗澡及換衣服。對於阿偉來說這難以相信，並開始擔心兒子祥仔的安危，他是否已遭殺害？

#### 演員及角色
- 黎明－
- 曾志偉－阿偉
- 原麗淇－海兒
- 李霆锋－祥仔
- Tsz-Wing Lau－于輝女兒
- 丁主惠－病理學家
- 丁德銘－看更
- Wong Heng－醫生
- 岑建勳－照相師

#### 反響
《三更》的電影海報以演員黎明、原麗淇及兩名兒童躺在床上為主題，香港地鐵以引起公眾不安為理由，禁止於地鐵站範圍內張貼海報，而九龍巴士公司亦認為海報意識過於恐怖，拒絕電影公司於巴士車身和巴士站張貼該海報，電影公司其後改為在其他巴士公司的車身張貼海報，以及在佐敦和灣仔掛上廣告牌作宣傳。此電影於泰國上映首10天的票房已超過五千萬元泰幣（超過九百三十萬港元），在當時成為泰國當地電影票房的第三位，其後剪輯成五十分鐘的版本，以《三更之回家》名義於香港獨立放映。2002年8月19日，黎明參與一個網上聊天室活動，與網友討論此電影，在一個多小時內有超過二百名網民與他談話，約有數十萬網民瀏覽。

## 提名與獎項
電影《三更》的第三部份〈回家〉分別在金馬獎、香港電影評論學會大獎、香港電影金紫荊獎、華語電影傳媒大獎及香港電影金像獎獲得多個提名及獎項，以下是此電影的提名及獎項列表：
| 年份   | 頒獎典禮             | 角逐獎項           | 姓名／作品名稱       | 結果 | 備註          |
| 2002年 | 金馬獎               | 最佳劇情片         | 三更之回家           | 提名 | [ 14 ] [ 15 ] |
| 2002年 | 金馬獎               | 最佳導演           | 陳可辛               | 提名 | [ 14 ] [ 15 ] |
| 2002年 | 金馬獎               | 最佳男主角         | 黎明                 | 獲獎 | [ 14 ] [ 15 ] |
| 2002年 | 金馬獎               | 最佳攝影           | 杜可風               | 獲獎 | [ 14 ] [ 15 ] |
| 2002年 | 金馬獎               | 最佳美術設計       | 奚仲文、黃炳耀       | 提名 | [ 14 ] [ 15 ] |
| 2002年 | 金馬獎               | 最佳造型設計       | 吳里璐               | 提名 | [ 14 ] [ 15 ] |
| 2002年 | 金馬獎               | 最佳剪輯           | 鄺志良               | 提名 | [ 14 ] [ 15 ] |
| 2003年 | 香港電影評論學會大獎 | 最佳電影           | 《三更之回家》       | 提名 | [ 16 ]        |
| 2003年 | 香港電影評論學會大獎 | 最佳導演           | 陳可辛               | 獲獎 | [ 16 ]        |
| 2003年 | 香港電影評論學會大獎 | 最佳男演員         | 黎明                 | 提名 | [ 16 ]        |
| 2003年 | 香港電影評論學會大獎 | 推薦電影           | 《三更之回家》       | 獲獎 | [ 16 ]        |
| 2003年 | 香港電影金紫荊獎     | 最佳男主角         | 黎明                 | 提名 | [ 17 ]        |
| 2003年 | 香港電影金紫荊獎     | 最佳女配角         | 原麗淇               | 提名 | [ 17 ]        |
| 2003年 | 香港電影金紫荊獎     | 最佳攝影           | 杜可風               | 提名 | [ 17 ]        |
| 2003年 | 華語電影傳媒大獎     | 最佳導演           | 陳可辛               | 提名 | [ 18 ]        |
| 2003年 | 華語電影傳媒大獎     | 港台最受歡迎男演員 | 黎明                 | 銅獎 | [ 18 ]        |
| 2003年 | 香港電影金像獎       | 最佳電影           | 《三更之回家》       | 提名 | [ 19 ]        |
| 2003年 | 香港電影金像獎       | 最佳導演           | 陳可辛               | 提名 | [ 19 ]        |
| 2003年 | 香港電影金像獎       | 最佳編劇           | 許月珍、鄒凱光       | 提名 | [ 19 ]        |
| 2003年 | 香港電影金像獎       | 最佳男主角         | 黎明                 | 提名 | [ 19 ]        |
| 2003年 | 香港電影金像獎       | 最佳女配角         | 原麗淇               | 提名 | [ 19 ]        |
| 2003年 | 香港電影金像獎       | 最佳新演員         | 原麗淇               | 獲獎 | [ 19 ]        |
| 2003年 | 香港電影金像獎       | 最佳攝影           | 杜可風               | 提名 | [ 19 ]        |
| 2003年 | 香港電影金像獎       | 最佳剪接           | 鄺志良               | 提名 | [ 19 ]        |
| 2003年 | 香港電影金像獎       | 最佳美術指導       | 奚仲文               | 提名 | [ 19 ]        |
| 2003年 | 香港電影金像獎       | 最佳原創音樂       | 金培達、Cho Sung-Woo | 提名 | [ 19 ]        |
| 2003年 | 香港電影金像獎       | 最佳音響效果       | Sunit Asvinikol      | 提名 | [ 19 ]        |

## 後續電影
電影《三更2》（英語：Three... Extremes）是《三更》的後續電影，以同一方式出品，由香港導演陳果、日本導演三池崇史及韓國導演朴贊郁聯合製作，於2004年上映。

## 外部連結
- 開眼電影網上《三更》的資料（繁體中文）
- 豆瓣电影上《三更》的資料 （简体中文）
- 时光网上《三更》的資料（简体中文）
- AllMovie上《三更》的资料（英文）
- 爛番茄上《三更之回家》的資料（英文）
- 香港影庫上《三更》的資料（繁體中文）
- 香港影庫上《三更之回家》的資料（繁體中文）
- 互联网电影数据库（IMDb）上《三更》的资料（英文）